# ماركو ماسييل
ماركو ماسييل هو محامي وسياسي برازيلي، ولد في 21 يوليو 1940 في ريسيفي في البرازيل. نشط حزبياً في حزب تحالف التجديد الوطني ‏. وقد انتخب federal deputy of Pernambuco ‏ وفي الانتخابات التشريعية البرازيلية 1982 ‏، انتخب عضو مجلس الشيوخ من البرازيل ‏ عن دائرة بيرنامبوكو ‏.